# Brownie Wise
Brownie Mae Wise  (* 25. Mai 1913 in Buford, Georgia als Brownie Mae Humphrey; † 24. September 1992 in Kissimmee, Florida) war eine US-amerikanische Geschäftsfrau. Sie legte den Grundstein für die Bekanntheit von Tupperware und war Begründerin der Tupperparty. Sie wurde als erste Frau auf dem Titelbild der Bloomberg Businessweek abgedruckt.

## Leben und Werk
Wise war die Tochter des Klempners William Carlton Humphrey und der Hutmacherin Rose Stroud Humphrey. Mit 18 Jahren besuchte sie kurz ein YWCA-Camp für Mädchen, die eine Karriere in der Wirtschaft anstreben. 1936 gewann sie einen Wettbewerb, bei dem es darum ging, ein Wandgemälde für die Texas Centennial in Dallas zu malen. Dort lernte sie Robert W. Wise kennen, der für die Ausstellung der Ford Motor Company verantwortlich war. Sie heiratete ihn am 15. Dezember 1936 und zog mit ihm nach Detroit, wo er eine Maschinenwerkstatt eröffnete. Ihr einziger Sohn wurde im Mai 1938 geboren. 1941 ließ sie sich scheiden und war wie ihre Mutter alleinerziehend.
In den späten 1930er und frühen 1940er Jahren verfasste sie Beiträge unter dem Pseudonym Hibiscus für die Kolumne Experience der Detroit News. Sie arbeitete kurzzeitig in einer Werbeagentur und als Verkäuferin in einem Bekleidungsgeschäft. Während des Zweiten Weltkriegs fand sie eine Anstellung als Chefsekretärin bei dem Flugzeughersteller Bendix. Um nach dem Krieg zusätzliches Geld zu verdienen, begannen sie und ihre Mutter, bei Hauspartys Produkte von Stanley Home Products zu verkaufen. Teil ihrer Verkaufspräsentation war eine Demonstration der Funktionsweise der Produkte. Obwohl sie eine der erfolgreichsten Verkäuferinnen war, wurde sie als Frau nicht in die Geschäftsführung von Stanley Home Products aufgenommen.
Tupperware verkaufte sich in den späten 1940er und frühen 1950er Jahren nicht gut. Der Gründer Earl Silas Tupper hatte die Innovation auf den Markt gebracht, aber die meisten Menschen waren nicht an Konsumprodukte aus Plastik gewöhnt. Wise erkannte das Potenzial des Produkts und begann Ende der 1940er Jahre gemeinsam mit ihrer Mutter damit, es zu verkaufen. Die beiden gründeten ein Direktvertriebsunternehmen Patio Parties. Sie übernahm die Homeparty-Praxis, die sie bei Stanley Home Products angewandt hatte, veranstaltete Partys und führte Tupperware hauptsächlich Frauen vor. Sie warb Händler und Manager an; schließlich erregte ihr Verkaufserfolg Tuppers Aufmerksamkeit. Sie überzeugte ihn, dass Homepartys die beste Verkaufstaktik waren.

## Aktivitäten bei Tupperware

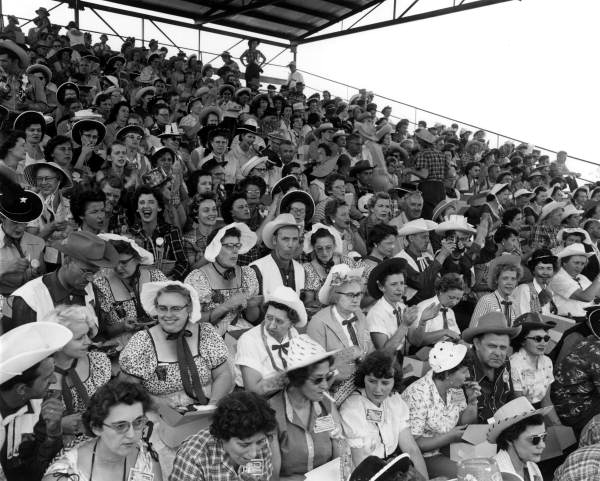
Blick auf das Publikum beim Tupperware „Jubilee“ 1955 in Orange County, Florida

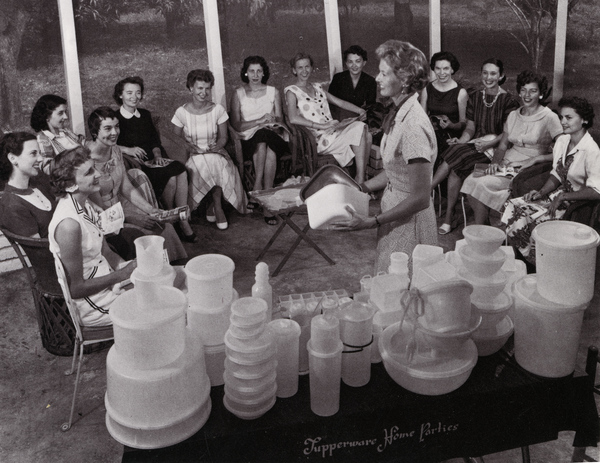
Tupperware-Home-Party in Sarasota, Florida, 1958

Tupper stellte Wise 1951 ein. Ihr wurden die Entwicklung des Partyplans und der Verkaufsorganisation zugeschrieben sowie die Einführung des jährlichen Jubilee, einer Pep-Rallye und Preisverleihung für Händler und Vertriebspartner. Es war ihre Idee, den Sitz des Unternehmens in Kissimmee anzusiedeln, und sie beaufsichtigte die Planung und den Bau des Betriebsgeländes. Wise war damals eine der wenigen weiblichen Führungskräfte. Sie übernahm die Leitung und richtete die Abteilung auf den Homepartyplan aus. Nachdem Wise das Marketing übernommen hatte, vervielfachte sich der Verkauf von Tupperware-Artikeln. Bis 1954 zählte das Netzwerk aus Händlern, Vertriebspartnern und Managern etwa 20.000 Personen als private Auftragnehmer. Wise trat in Talkshows auf, wurde auf Titelseiten von Zeitschriften abgebildet und war meist als einzige Frau Ehrengast oder eingeladene Rednerin bei nationalen Vertriebs- und Marketingkonferenzen. Sie war die erste Frau, die auf dem Titelblatt der Bloomberg Businessweek abgebildet wurde.
Im Januar 1958 wurde sie vom Vorstand von Tupperware entlassen. Sie reichte eine Klage in Höhe von 1,6 Millionen Dollar gegen Tupperware wegen Verschwörung und Vertragsbruchs ein, einigte sich jedoch außergerichtlich mit einem Jahresgehalt von etwa 30.000 Dollar. Kurz nach ihrer Entlassung verkaufte Tupper das Unternehmen. Da Wise keine Aktien des Unternehmens besaß, erhielt sie kein Geld aus dem Verkauf.

## Spätere Aktivitäten
Von 1958 bis in die 1960er Jahre war sie Mitbegründerin von drei Kosmetikunternehmen, die Direktvertrieb betrieben, von 1958 bis 1959 Cinderella, 1963 Carissa und von 1966 bis 1969 Sovera/Trivera. Von 1960 bis 1962 war sie außerdem Präsidentin von Viviane Woodard Cosmetics und beriet Artex und andere. Darüber hinaus führte sie mit Charles McBurney und George Reynolds ein Immobilienentwicklungsprojekt in Kissimmee.
Wise starb 1992 im Alter von 79 Jahren.
2016 spendete das Unternehmen Tupperware 200.000 US-Dollar an das Osceola County in Florida, um auf einer Insel im Lake Tohopekaliga ein Naturschutzgebiet und einen Brownie Wise Park einzurichten.

## Veröffentlichung
- Best Wishes, Brownie Wise. Orlando, Podium Publishing Company, 1957.